# Кривонос, Виктор Антонович
Ви́ктор Анто́нович Кривоно́с (род. 17 мая 1946, Львов) — советский и российский певец, актёр театра и кино, Народный артист Российской Федерации (2005), Заслуженный артист РСФСР (1979). Окончил ЛГИТМиК (1970).

## Биография
Родился во Львове 17 мая 1946 года. Там же окончил среднюю школу № 52, в течение года работал на заводах — Львовсельмаш и Львовском электроламповом.
Затем переехал в Ленинград, где поступил в Государственный институт театра, музыки и кинематографии. Учился в классе педагога М. Г. Дотлибова (первый выпуск отделения актёров музыкальной комедии).
Осенью 1968 года, ещё до окончания института, был зачислен в труппу Ленинградского театра музыкальной комедии, где проработал до 1974 года.
Дебютным для молодого актёра стал спектакль «Верка и алые паруса», где ему по роли наклеили бороду. «Это было, наверное, очень смешно, — вспоминает Кривонос, — потому что в свои 22 я выглядел на 17!»
В начале 1970-х годов увлёкся рок-музыкой и в 1974 году принял приглашение стать солистом ВИА «Поющие гитары». Однако той же осенью вернулся в Театр музыкальной комедии. В 1980 году начал работать в Московском театре оперетты, но через два года снова вернулся в Ленинград.
В 1987 году был переведён в Ленконцерт артистом-солистом, где выступал в труппе «Камерной оперы» в операх «Сокол» Дмитрия Бортнянского, «Рита» и «Колокольчик» Гаэтано Доницетти, «Пегий пёс, бегущий краем моря» А. Смелкова.
С 1994 года артист совмещал работу в театре с Петербург-Концертом.
В 2002 году оставил работу в Петербург-Концерте и вернулся в театр Музыкальной комедии.
В репертуаре Виктора Кривоноса около 60 партий в классических опереттах, современных музыкальных комедиях и мюзиклах, более десятка ролей в кинофильмах, среди которых наиболее известны «Табачный капитан», «Труффальдино из Бергамо» и «Ганна Главари».
Помимо создания сценических образов, артист много сделал в области популяризации современной песни, создавая интерпретации произведений советских композиторов.
Виктор Кривонос был участником праздников песни «Песня года», ведущим популярной телепрограммы «Шире круг». На радио артист постоянно ведёт два цикла общеобразовательных передач: «Мы с вами где-то встречались» (об оперетте и мюзикле) и «Забытые имена — прекрасная музыка» (о творчестве композиторов, родоначальников жанра мюзикла).
Живёт в Санкт-Петербурге.

## Творчество

### Избранные театральные работы
- Арман («Фраскита» Франца Легара)
- Барон («Принцесса цирка» Имре Кальмана)
- Генрих Айзенштайн («Летучая мышь» Иоганна Штрауса)
- Горас («Хелло, Долли!» Джерри Хермана)
- Дурибан («Венские встречи» Иоганна Штрауса)
- Жестен («Бал в Савойе» Пала Абрахама)
- Камилл де Россильон, Граф Данило («Весёлая вдова» Франца Легара)
- Король Бабеш («Синяя борода» Жака Оффенбаха)
- Ларсонье («Похищение Елены», музыкальная фантазия Е. Булановой на темы песен французских шансонье)
- Он («Жар-птица» Александра Колкера)
- Парис («Прекрасная Елена» Жака Оффенбаха)
- Паркер («Баядера» Имре Кальмана)
- Петер, Альфред («Венские встречи» Иоганна Штрауса)
- Пигмалион («Прекрасная Галатея» Франца фон Зуппе)
- Платов («Левша» Владимира Дмитриева)
- Расплюев («Свадьба Кречинского» Александра Колкера)
- Рауль («Фиалка Монмартра» Имре Кальмана)
- Сергей («Охтинский мост» Виктора Лебедева)
- Сергей («Прощай, Арбат!» Сергея Баневича)
- Сильвио («Труффальдино» Александра Колкера)
- Том Сойер («Приключения Тома Сойера» Сергея Баневича)
- Ферри («Сильва» Имре Кальмана)
- Фролло («Нотр-Дам де Пари» Ричарда Коччианте) (только в аудиоверсии)
- Шамплатро («Мадемуазель Нитуш» Флоримона Эрве)
- Директор театра («Весенний парад» Р. Штольца)
- Харрисон Хоуэлл («Целуй меня, Кэт» К. Портера)
- Чанг («Страна улыбок» Франца Легара)
- Боцман («Севастопольский вальс» К. Листова)
- Аполлон Аполлонович Аблеухов («Белый. Петербург.» Г. Фиртича)

### Фильмография
- 1972 — Табачный капитан — боярин Антон Свиньин
- 1973 — А вы любили когда-нибудь? — актёр в телеспектакле
- 1976 — Труффальдино из Бергамо — Сильвио, любимый сын доктора Ломбарди
- 1979 — Ганна Главари
- 1986 — Автопортрет (фильм-спектакль)
- 1986 — С днём рождения, или Инкогнито (фильм-спектакль)
- 1989 — Как в старом кино
- 1993 — Друг войны (короткометражный) — арестованный
- 2003 — Улицы разбитых фонарей−5 — Пивоваров
- 2004 — Опера. Хроники убойного отдела-1 — Максимов
- 2005 — Брежнев — эпизод
- 2005 — Тайны следствия-5 — Виктор Михайлович Лебедь
- 2006 — Столыпин… Невыученные уроки — Пуришкевич
- 2006 — Пушкин. Последняя дуэль — Николай Арендт
- 2007 — Дюжина правосудия — Матвеев

### Вокал и озвучивание в фильмах
- 1975 — Новогодние приключения Маши и Вити — поёт за Кащея Бессмертного
- 1976 — Туфли с золотыми пряжками — исполнитель песен
- 1984 — Макар-следопыт — исполнитель песни «Дружба, нас веди»
- 1992 — Аладдин — Джинни[3] (вокал)
- 1996 — Аладдин и король разбойников — Джинни (вокал)

### Наиболее известные эстрадные песни
- Баллада погибшего сына (В. Васильев — Л. Никольская)
- Бобэ-оби пелись губы (А. Журбин — В. Хлебников)
- Вальс при свечах (В. Баснер — Е. Гальперина и Ю. Анненков)
- Грёза о мире (С. Баневич — Т. Калинина), с Еленой Дриацкой
- Доброта (С. Баневич — Т. Калинина)
- Дорогой отцов (С. Пожлаков — Г. Горбовский)
- Если город танцует (А. Журбин — И. Резник)
- Если приду однажды (И. Цветков — Т. Калинина)
- Как я помню всё это (В. Баснер — М. Матусовский), с Еленой Дриацкой
- Когда умирают кони (А. Журбин — В. Хлебников)
- Ленинградские белые ночи (Г. Портнов — М. Светлов), с Еленой Дриацкой
- Мгновение любви (Я. Дубравин — В. Гин)
- Мольба (А. Журбин — И. Резник)
- Моя звёздочка (Г. Портнов — Д. Давыдов)
- На тихой дудочке любви (С. Баневич — Т. Калинина), с Еленой Дриацкой
- Наш город (В. Соловьёв-Седой — А. Фатьянов)
- Наше танго (Я. Дубравин — В. Гин)
- Песенка о рыжем апельсине (Г. Портнов — М. Ромм)
- Песенка про оркестр (С. Важов — М. Яснов), с Еленой Дриацкой
- Песня солдата (А. Колкер — Г. Алексеев)
- Поздно (Ф. Клибанов — В. Сергеева)
- Приезжай ко мне (А. Мажуков — Н. Старшинов)
- Смейево, смейево (А. Журбин — В. Хлебников)
- Счастливого нового года (Б. Андерссон)
- Точит деревья (А. Журбин — В. Хлебников)
- Цветущий май (А. Мажуков — С. Абрамов)
- Я хочу поделиться с тобой (Г. Фомичёв — М. Лисянский)

## Награды
- Народный артист Российской Федерации (2005)[1].
- Заслуженный артист РСФСР (1979)[источник?].
- В 2016 году в числе творческой группы спектакля «Белый. Петербург» удостоен Премии Правительства Санкт-Петербурга в области культуры и искусства за 2015 год «За достижения в области музыкально-сценического искусства»[4].
- Лауреат Высшей театральной премии Санкт-Петербурга «Золотой софит» в номинации «Лучшая мужская роль в оперетте и мюзикле» за исполнение роли Аполлона Аполлоновича Аблеухова в спектакле «Белый. Петербург»[5].
- Лауреат Российской Национальной театральной Премии «Золотая Маска» в номинации «Оперетта-мюзикл/Мужская роль» за роль Аполлона Аполлоновича Аблеухова в спектакле «Белый. Петербург»[6].